# Образотворче мистецтво Японії
Образотворче мистецтво Японії — сукупність усіх технік та напрямків малювання та скульптури в японській культурі. Одним з найпопулярніших видів є гравюра на дереві. Набула популярності з кінця ХХ ст.. На початку розвитку вона була монохромною, та згодом вона з'явилася і кольоровою. Зазвичай на дошках художники зображали сцени театру Кабукі, портрети відомих людей чи пейзажі.

## Історія
Малювали в Японії звичайно на складних ширмах, стінах будинків і одязі. Ширма для японців не тільки функціональний елемент житла, але й твір мистецтва для споглядання, що визначає загальний настрій кімнати.
З VIII століття в Японії починається розвиток жанрового і пейзажного живопису. До наших днів дійшла ширма під умовною назвою «Жінка з пташиним пір'ям». На ширмі зображено жінку, що стоїть під деревом, волосся і кімоно її прикрашені пір'ям. Малюнок виконаний легкими лініями.
Спочатку японські художники знаходилися під сильним китайським впливом і писали в китайському стилі. Але з часом на противагу картинам в китайському стилі стали з'являтися світські картини в японському стилі.
З кінця XVI століття основними формами живопису стають стінопис, картини на складних ширмах. Твори живопису прикрашають палаци аристократів, будинки городян, монастирі і храми.
Ознакою високого рівня розвитку живопису є існування в кінці XVI століття ряду живописних шкіл, в тому числі Кано, Тоса, Ункоку, Сога, Хасегава, Кайхо.
Протягом XVII—XIX століть зникає ряд колись прославлених шкіл, але їх місце займають нові, такі, як школа гравюри на дереві Укійо-е, школи Маруяма-Сідзьо, Нанга, школа європейського живопису.
Центрами культури і мистецтва пізнього середньовіччя стають сучасне Токіо, Осака, Нагасакі.
Найвищого рівня жанр японської гравюри досяг у творчості Кацусіка Хокусая. Йому властиві невідомі раніше в японському мистецтві повнота охоплення життя, інтерес до всіх її сторін — від випадкової вуличної сцени до величних явищ природи.

## Скульптура
Перші згадки скульптури в Японії датуються III—V ст.. Виготовлялися вони з дерева, глини та бронзи. Головним персонажем для представлення був Будда.
В зв'язку з появою нових тенденцій у японській культурі, був виділений окремий жанр скульптури, який називається нецке. Скульптури цього виду виготовляються з дерева чи слонової кістки та покриваються лаком. Майстри нецке повинні бути справжніми професіоналами, оскільки це точна та акуратна робота.

## Представники
Важливим, проте рідкісним жанром в японській культурі є «бідзінга». Основною темою цього напрямку є зображення жіночої краси. Відомим представником цієї течії є К. Утамаро. Він умів вдало зобразити національний образ японської красуні. Найвідоміша картина митця «Огія Касен».
Яскравим представником мистецтва Японії був також К. Хокусай. Картина-гравюра «Фудзі у Канагава. Хвиля» є однією з найращих робіт автора.
Вдало зображав природу на гравюрі А.Хіросіге. У своїй найвідомішій картині «53 станції Токайдо», на якій зображає чарівність японської провінції. Також автору належить відома серія гравюр «100 видів Едо».